# Viola concordifolia
Viola concordifolia C.J.Wang – gatunek roślin z rodziny fiołkowatych (Violaceae). Występuje naturalnie w Chinach – w prowincjach Anhui, Fujian, Guangdong, Kuejczou, Henan, Hubei, Hunan, Jiangsu, Jiangxi, Syczuan, Junnan oraz Zhejiang. 

## Morfologia
PokrójBylina dorastająca do 10 cm wysokości, tworzy kłącza.
LiścieBlaszka liściowa ma kształt od owalnego do podługowatego, jest karbowana na brzegu, ma sercowatą nasadę i ostry wierzchołek. Ogonek liściowy jest nagi. Przylistki są podługowate.
KwiatyPojedyncze, wyrastające z kątów pędów. Mają działki kielicha o owalnym kształcie. Płatki są odwrotnie jajowate i mają różowofioletową barwę, dolny płatek z żółtymi plamkami, posiada obłą ostrogę.

## Biologia i ekologia
Rośnie na łąkach, brzegach cieków wodnych i skarpach. 